# ウェネティ族 (ガリア)

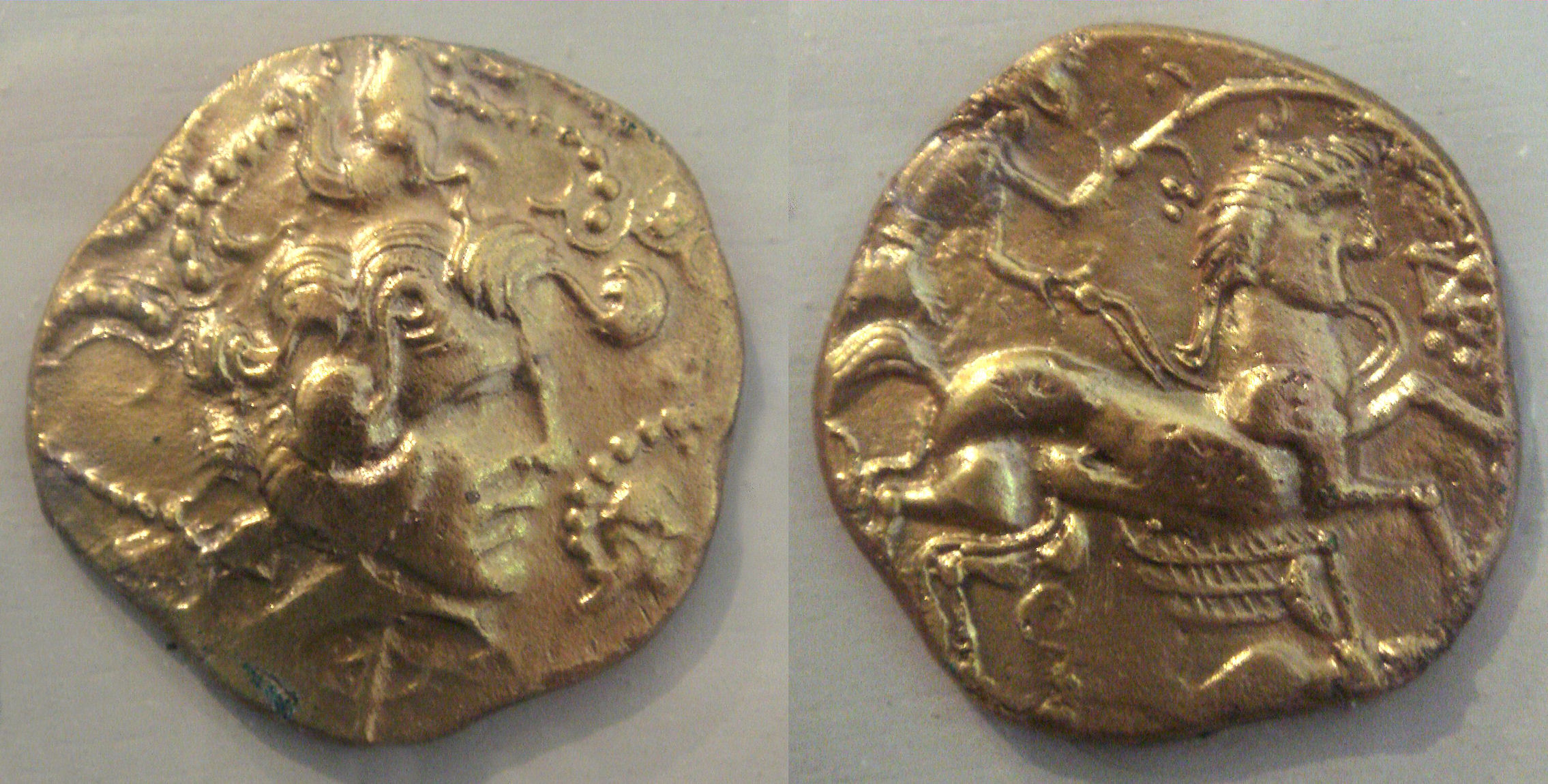
ウェネティの硬貨（紀元前5～1世紀）

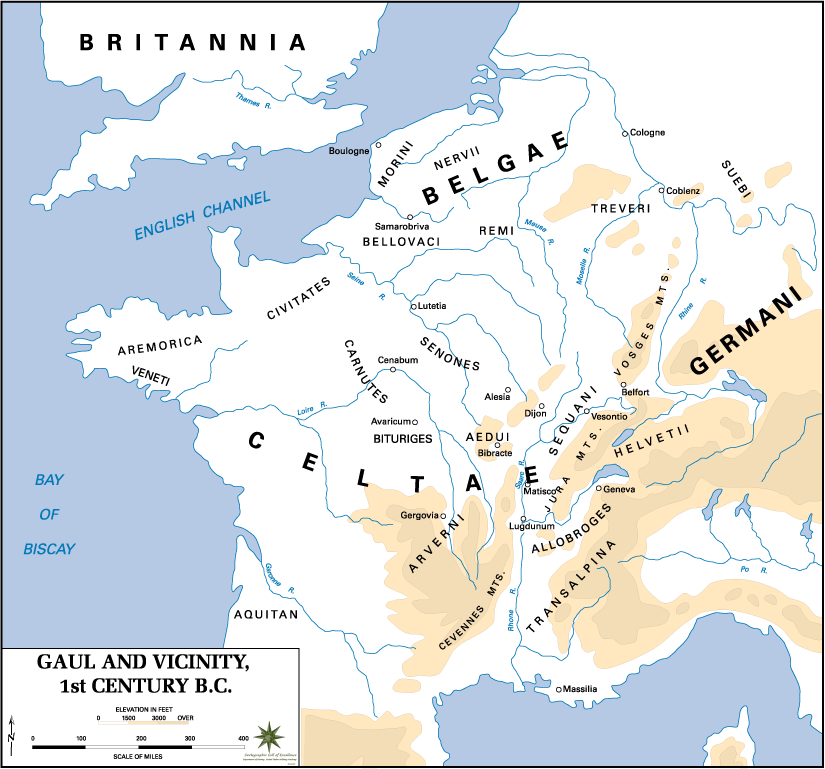
紀元前1世紀のガリア人を含むケルト人の各部族の居住範囲

ウェネティ族は、現在のフランスのブルターニュ半島に居住していたケルト人の部族の一つである。航海術に長けた部族であり、ローマ時代にアルモリカと呼ばれた地域の一部を形成した。現在のヴァンヌの名の由来となった部族である。

## 特徴
歴史上、アルモリカに居住していたことがわかっている他のケルト系民族にはレドネス族、クリオソリテス族、オシスミ族、エスビ族およびナムネテス族がある。ウェネティ人はモルビアン湾に沿ってアルモリカ南部に居住し、満潮時には島となり、干潮時には半島と陸続きとなるような沿岸部の高台に砦を築いた。この中で最も知られた都市で、おそらくウェネティ人の首都であったのがプトレマイオスの『ゲオグラフィア』（Geographia、地理学）に記されているダリオリトゥム（Darioritum、現ヴァンヌ）である。
ウェネティ人はオーク材を使って船を建造した。船尾梁を止めるのに親指ほどの太さがある鉄製の釘を使用し、革製の帆を使って船を操った。これにより、大西洋の強い風や荒波にも耐える、強くて頑丈な構造の船を作り出していた。

## カエサルとの戦い
紀元前57年、ウェネティ人を含む大西洋岸のガリア人はガイウス・ユリウス・カエサルの軍門に下り、ローマとの条約に調印した上で、服従の証として人質を差し出すことを余儀なくされていた。ところが、紀元前56年に領地内で略奪を働いていたカエサルの将校数人をウェネティ人が捕らえ、人質の解放を求めるための交渉材料にすると、それを法律違反であると解釈したカエサルは激怒して戦争の準備を開始した。これがモルビアン湾の海戦である。
ウェネティ人の拠点は地の利を生かした防御力の高い要塞であった。また、優れた造船技術と航海術を駆使した海の戦いはローマ人を悩ませ、当初の戦いはウェネティ人が優勢であった。ローマ軍はそれでも忍耐強く攻め続け、カエサルのレガトゥス（副官）であったデキムス・ユニウス・ブルトゥス・アルビヌス率いるローマ船隊は、先端部位に鉄製の鈎を取り付けた長い竿を使ってウェネティ船のマストを倒し、ついに敵船を完全に航海不能とした。これでローマ人は敵船に乗り移ることに成功し、ウェネティ船隊すべてを下した。
沿岸の拠点は襲撃され、住民はすべてが惨殺されるか、奴隷として売られるかの運命をたどった。この戦いは、ローマ人を敵に回した者の運命をガリア連合の他の部族に広く知らしめる結果となった。